# モエケツィ・マジョロ

モエケツィ・マジョロ（英語: Moeketsi Majoro、1961年11月3日 - ）は、レソトの経済学者、政治家。2020年5月から2022年10月まで同国首相を務めた。それ以前は、2017年から2020年までトーマス・タバネ内閣の財務大臣を務めていた。2017年に選出されて以来、国民議会のテツサネ選挙区(No.33)の代表を務めている。元上院議員で、2013年から2015年まで開発計画大臣を務めていた。また、全バソト会議(ABC)のメンバーでもある。

## 学歴
1961年11月3日、英自治領バストランドのレリベ地区、ツィコーネで生まれた。国立レソト大学で経済学の学士号を取得した後、ワシントン州立大学で天然資源経済学の博士号と農業経済学の理学修士号を取得した。

## 経歴
マジョロは1991年から2000年までレソト国立大学で経済学の講師を務めた。2000年に財務省に財政アナリストとして入省し、2004年に首席秘書官に昇格するまで勤務した。2008年から2012年にかけては、国際通貨基金（IMF）のアフリカ第1グループ会派で、事務局長と事務局長代理を務めた。
2013年1月には、トーマス・タバネ首相から開発計画担当大臣に任命された。それ以前は上院議員に任命されていた。2015年の総選挙で政府は落選した。2017年の総選挙では、Thetsane Constituency No.33の議員に選出された。タバネは首相に返り咲き、彼を財務大臣に任命した。
2020年、タバネが辞任を迫られたため、2020年3月22日、国民議会のABCグループは、46票中26票でマジョロをタバネの後継者に選出した。

### 首相職
2020年5月12日、タバネが立法府で過半数を失ったため、マジョロが次期首相として発表された。タバネは5月18日に辞意を表明し、その翌日に発効した。マジョロは5月20日に首相に就任した。彼は翌日、民主党議員のマティベリ・モクホトゥを副首相とする内閣を発表した。ABCとDCの議員を中心に、他の野党党首も閣僚に名を連ねている。マジョロは6月12日に首相として初の海外出張を行い、南アフリカ共和国のシリル・ラマポーザ大統領と会談した。

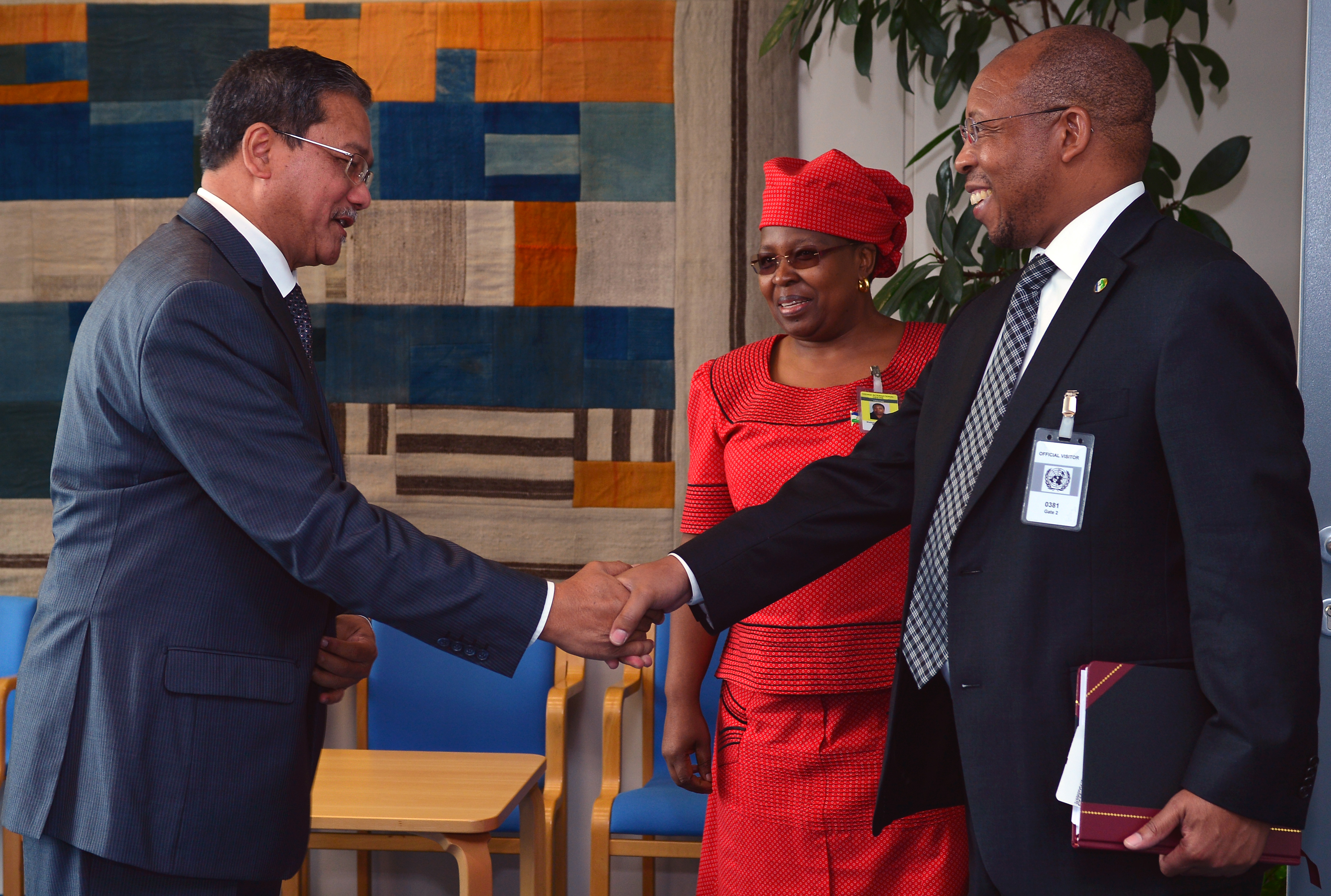
2013年9月、国際原子力機関（IAEA）のダウド・モハマド副事務局長と会談するマジョロ

2022年9月22日、来たる27日に実施予定の故安倍晋三国葬儀にマジョロ首相がレソト代表として参列することが、日本国外務省により発表された。
2022年10月7日の総選挙で全バソト会議は40議席を減らす惨敗を喫し、マジョロは10月14日に首相を辞任表明。10月28日に退任した。

## 私生活
結婚しており、夫婦の間には2人の子供がいる。

## 関連リンク
- Management - Honourable Minister
- Meet Lesotho’s new prime minister designate, Moeketsi Majoro – EWN

| 公職                  | 公職                              | 公職                |
| --------------------- | --------------------------------- | ------------------- |
| 先代 トーマス・タバネ | レソト王国首相 第8代：2020 - 2022 | 次代 サム・マテカネ |